# Régis de Trobriand
Philippe Régis Denis de Kedern de Trobriand (1816-1897) fait partie des aristocrates-libéraux français qui, durant la guerre de Sécession, vont se mettre au service de la cause de l'abolitionnisme. Il y est devenu général. Il est également avocat et écrivain.

## Carrière civile et littéraire
Issu d'une famille de militaires, Philippe Régis Denis de Trobriand est le fils de Joseph Vincent Pierre Marie, baron Denis de Trobriand, colonel d'état-major, âgé de 43 ans et de Jeanne Rose Hachin, son épouse âgée de 29 ans. Ses parents demeurent alors rue de Friedland sur la commune de Sainte-Radegonde, ultérieurement rattachée à la ville de Tours. 
En 1829, il obtient plus précisément le nom de Denis de Kedern de Trobriand, rappelant l'ascendance bretonne de la famille. De ces racines naît en 1841 un premier roman historique intitulé Les gentilshommes de l'Ouest. Cette même année, âgé de 25 ans et orphelin de ses deux parents, il quitte la France et se partage désormais entre Europe et États-Unis. 
En 1843, Régis de Trobriand épouse à Paris Mary Jones, d'où deux filles nées l'une en 1845 à Venise, l'autre en 1850 à New York où il s'est installé. De fait, après la publication d'un roman politique intitulé Le Rebelle, inspiré d'un bref voyage au Canada, il collabore régulièrement au Courrier des États-Unis, principal journal d'expression française édité à New York. 
Sa carrière civile et littéraire s'augmente enfin d'un engagement militaire, pris à l'âge de 45 ans lors de la guerre de Sécession : cette guerre fait de lui « le deuxième et dernier général français de l'Amérique ».

## Carrière militaire

### Contexte culturel et politique
Depuis la guerre d'indépendance, l'opinion française n'avait cessé d'être sensibilisée à tout ce qui touchait les États-Unis. La suite d'incidents mêlés de près ou de loin à l'esclavage eut une influence certaine : Kansas-Nebraska Act, affaire Dred Scott et pendaison de John Brown qui avait déchaîné la plume de Victor Hugo.
Par ailleurs, il existait, chez les aristocrates-libéraux français une double tradition  de « reportage » et d'engagement pour le modèle de régime politique américain : Chateaubriand et Tocqueville ; La Fayette et le comte de Ségur.
Aussi, lorsque éclate la guerre de Sécession, de nombreux aristocrates-libéraux, à l'image de leurs illustres prédécesseurs, s'engagent pour le rêve politique que représente l'Union ; parmi eux se trouvent notamment le prince de Joinville (troisième fils de Louis-Philippe Ier) ; son fils, le duc de Penthièvre ; ses deux neveux Louis-Philippe d'Orléans, comte de Paris, et son frère, Robert d'Orléans, duc de Chartres.
À l'inverse, d'autres jeunes gens (parmi eux Camille de Polignac), dans un esprit romantique, offrent leur épée au Sud, convaincus qu'il s'agit d'une lutte d'États menacés dans leur indépendance.

### Combattant volontaire
Partisan pour sa part de l'abolition de l'esclavage, Régis de Trobriand s'engage dans le 55e régiment des volontaires de New York, constitué par une milice française datant de 1824, les Gardes La Fayette. Les officiers l'élisent comme colonel dès le début du conflit et en 1861, il est naturalisé américain par le fait de cette nomination. Les brillants services qu'il rend à l'armée du Potomac lui valent ensuite le grade de général de division de l'armée des États-Unis — grade que La Fayette avait été le seul Français à porter avant lui. En 1868, il publie ses mémoires sous le titre : Quatre ans de campagnes à l'armée du Potomac.

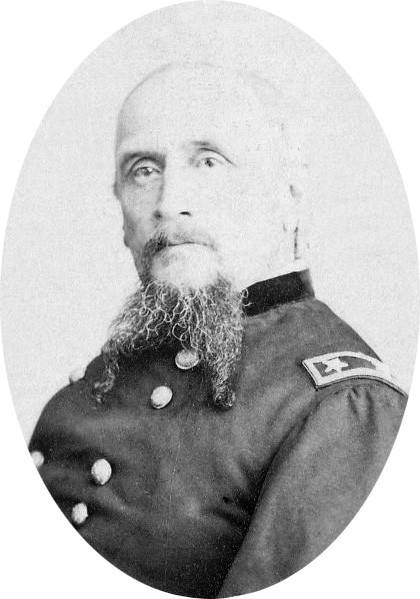
Régis de Trobriand

### Officier de l'armée régulière
Après la guerre de Sécession, Régis de Trobriand reprend du service au sein de l'armée américaine de 1867 à 1869 où il est en poste au Dakota, à Fort Stevenson (en). En juin 1867, il est nommé colonel à titre définitif dans l'armée régulière des États-Unis (25 généraux sur les 600 qui avaient formé la grande armée des Volontaires lors de la guerre civile sont jugés dignes d'être réintégrés dans ce grade). Après le Dakota, de Trobriand obtient un commandement au Wyoming avant d'être muté en Louisiane soumise à une vague d'agitation politique (voir le récit de ces événements racontés par E. Montégut dans La Revue des deux Mondes). 
Devenu gouverneur militaire de l'Utah puis de la Louisiane, il choisit d'y passer sa retraite tout en effectuant de fréquents séjours à Brest où il retrouve ses deux filles.

## Ouvrages
- Les gentilshommes de l'ouest, Paris, 1840.
- The Rebel, roman, New York, 1841.
- Quatre ans de campagnes à l'armée du Potomac tome 1,  A. Lacroix, Paris, 1874.
- Quatre ans de campagnes à l'armée du Potomac tome 2,  A. Lacroix, Paris, 1874.
- Vie militaire dans le Dakota - Notes et souvenirs (1867-1869), Librairie ancienne Honoré Champion - Paris, 1926 (ouvrage rassemblant les lettres écrites par l'auteur lors de ses campagnes contre les Indiens au Dakota. Les lettres furent colligées par les deux filles de l'auteur : Marie-Caroline Post et la comtesse Béatrice de Rodellec du Porzic).